# Історія Руанди

## Племена Руанди
Сьогодні на території Руанди — живуть три племена: тва, тутсі і хуту. Першими на цій території оселилися пігмеї тва. Вони займалися насамперед мисливством, пізніше також гончарним ремеслом. Між VII і X ст. почали надходити нові племені — Хуту. Їх головним заняттям було сільське господарство. Останніми прийшли Тутсі — народ який займався скотарством. В пошуках належних умов для випасу своєї худоби вони дісталися тут в XIII столітті. Проявили себе відмінними організаторами та адміністраторами. Поступово почали домінувати над іншими двома племенами. Просувалися все далі вглиб країни і на завойованих територіях встановлювали своє право. Вважається, що до кінця XVI століття тутсі досягли повного контролю над територією сучасної Руанди. З цього моменту вони постійно правили в країні аж до шістдесятих років ХХ століття. Попри те, що тутсі були плем'ям завойовником вони перейняли цивілізаційні та культурні досягнення від хуту. Незважаючи на значні досягнення в культурній, соціальній і духовній уніфікації, ніколи не зник поділ на племена, не відбулося їх об'єднання. Поляризація суспільства на «ми» і «вони», зберігалася протягом усього цього часу, а її наслідком стали події 1994 року — масштабний геноцид.
Руанда була одним з останніх регіонів в Африці, колонізованих європейськими країнами. У 1885 р. на конгресі в Берліні цей регіон віднесений до німецької зони впливу. Потім протягом наступних 10 років країна була захоплена Німцями і включена до Німецької Східної Африки. Німці не керували країною безпосередньо, в адміністрації вони використовували місцевих правителів з племені тутсі (Берлін утримував в Руанді до 5 посадових осіб і 166 солдатів). У 1902 р. з'явилися перші католицькі місії. Під час Першої Світової війни країна була (разом з сусідньою Бурунді) зайнята Бельгією.
У 1922 році, право Бельгії на Руанду і Урунді (об'єднаних в одну державу) було легалізовано мандатом Ліги Націй.
У 1925 році, Руанда і Урунді були об'єднані з Бельгійським Конго. Бельгійці продовжили німецький спосіб правління, як і раніше, спираючись на аристократію Тутсі.
У 1946 році, Руанда-Урунді отримала статус території під мандатом ООН.
У 50-ті роки, за ініціативою бельгійців та ООН, почали виникати перші політичні організації, що об'єднують місцеве населення, зокрема, Національна Спілка Руанди (представляє тутсі) і в 1957 році Партія за визволення Народу хуту (PARMEHUTU). Бельгійська влада розпалювала конфлікти між ними, що призвело в 1959 році. до початку громадянської війни, в результаті якої тутсі втратили свої позиції. Останній правитель Руанди і його чиновники були вигнані з країни, а до влади прийшли значно численніші хуту.
На чолі країни стояв лідер PARMENHUTU Грегорі Каябанда, який після референдуму 1961 ліквідував монархію і став президентом (переобраний 1965 і 1969). У 1962 р. ООН відступила Бельгії мандат управління країною. Відбувся розпад Урунді та Руанди і проголошено їх незалежність.
Після перемоги в громадянській війні, хуту здійснювали масові вбивства населення тутсі, які почали масово тікати за кордон в Бурунді і Уганду.
У 1963 році тутсі здійснили збройну спробу повернути владу, але вона не вдалася і в результаті відбулася ще одна серія вбивств, в яких загинуло близько 12 тис. людей.
У 1964 році, Руанда ввела національну валюту, відокремлюючи себе економічно від Бурунді, з яким вона була пов'язана з колоніальних часів.

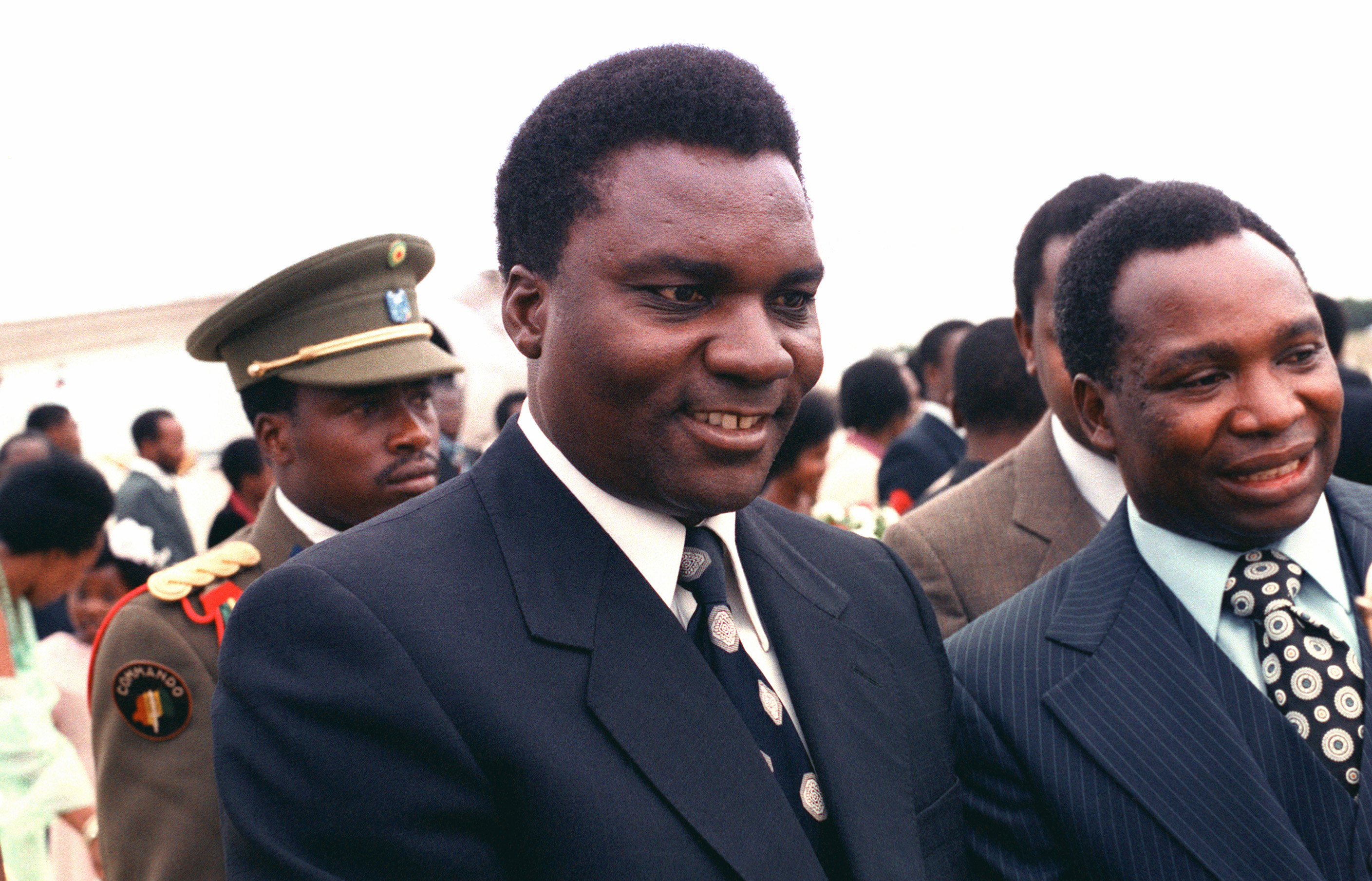
Жувеналь Хаб'ярімана

В 1973 році відбулася нова хвиля заворушень на тлі конфлікту хуту з тутсі. Під девізом покласти край конфлікту генерал Жувеналь Хаб'ярімана (хуту) провів безкровний переворот, призупинив діяльність політичних партій і парламенту, частково призупинив дію конституції. У 1975 був створений Mouvement Révolutionnaire National pour le Développement (Національний Революційний Рух Розвитку, MRND), який став єдиною законною партією.
У 1978 році було відновлено цивільні уряди (із збереженням позиції MNRD), президентом і далі був Жувеналь Хаб'ярімана (переобирався 1983 і 1988).
У 1989 р. сталося різке погіршення економічної ситуації. Триваючий від 1982 року приплив біженців з Уганди поглибив економічну кризу.
У 1989 р. в еміграції був утворений Патріотичний Фронт Руанди (ПФР), що складається в основному з Тутсі (раніше репресованих), який в 1990 році. почав нову громадянську війну. Силам уряду допомагали бельгійські, французькі та конголезькі загони.
У 1993 р. в Руанду відправлено місію ООН для допомоги країні — UNAMIR (місія була завершена в 1996 р.).

## Геноцид у Руанді
Однією з безпосередніх причин загострення ситуації стала в середині 1993 р. вимога африканських країн до президента Руанди допустити до влади тутсі. Для клану Аказу поділ влади був неприйнятним, тому його представники зважилися почати остаточне розв'язання. З грудня 1993 почали роздавати зброю населенню Хуту, а членів боївок вчили користуватися мачете. З цього моменту чекали тільки  на необхідний імпульс, щоб почати бійню. Цим поштовхом стало збиття 6 квітня 1994 року літака, на борту якого перебував президент Жувеналь Хаб'ярімана. Походження злочинця досі не відомо, багато людей спекулює, що це була провокація Хуту, щоб розпочати чистку. Вже через годину після катастрофи Президентська Гвардія почала вбивати людей, чиї імена опинилися в списках, підготовлених кількома місяцями раніше — починаючи від політичних опонентів, професорів університету та студентів, а далі вбиваючи звичайних людей, їх родини та всіх, хто мав з ними хоч щось спільне. Протягом ста днів було вбито понад вісімсот тисяч чоловік — одна десята населення Руанди. Солдати, чиновники, поліцейські і сусіди підбурювані радіостанціями, які двадцять чотири години на добу поширювали ненависть, використовували для вбивств не кулемети, а мачете і палиці. Вважається також, що під час погрому зґвалтували близько сімдесяти тисяч жінок, а триста п'ятдесят тисяч дітей були свідками смерті членів своєї сім'ї.
Значна частина населення шукала притулок у таборах ООН. Сили UNAMIR були занадто малі аби протистояти злочинам, крім того їх мандат не дозволяв їм бойові дії, навіть в цілях захисту цивільного населення. Вже сьомого квітня, президент Сполучених Штатів виступив із заявою, в якій висловив співчуття сім'ям загиблих, засудив акти вбивств, і закликав до негайного припинення подальших жорстоких дій. У той же день десять бельгійських солдатів UNAMIR були вбиті, наслідком чого став вихід Бельгії з цих сил ООН 14 квітня 1994 року. На наступний день президент США заявив, що зробить всі кроки, щоб врятувати Американців, що проживають на території Руанди. Протягом наступних 48 годин Бельгія і Франція організували евакуацію своїх громадян. Двадцять першого квітня Рада Безпеки ООН ухвалила рішення про вивід більшості сил UNAMIR. Тоді вже Міжнародний Червоний Хрест підраховував, що сотні, може, тисячі людей були знищені. Тридцятого квітня Рада Безпеки зважилася на випуск резолюції, яка засуджує акти злочину. Навмисно, проте, не визначила ці дії як «геноцид», тому що це б юридично зобов'язувало карати винуватців злочину. Одночасно мали місце масові втечі населення з племені Хуту, які, побоюючись помсти ПФР перетинали кордони сусідніх держав, головним чином Танзанії. 17 травня Рада Безпеки ухвалила рішення про відправлення 5500 солдатів ООН у Руанду — так званий UNAMIR II. В резолюції не йшлося, проте, що масове вбивство населення Тутсі це однозначно геноцид, однак підкреслювалося, що це може бути означено як геноцид. Коли в ООН сперечалися, хто оплатить витрати на  військову місію, Міжнародний Червоний Хрест надав інформацію, що число загиблих перевищило 500 000.
Шокуючим є той факт, що місцями найбільш трагічних вбивств були церкви та лікарні. Це була добре організована тактика знищення, що полягала у збиранні якомога більшої кількості жертв в одному місці. Потім їх відрізали від усіх можливих шляхів втечі і знищували. Префект Кибуе наказав жандармам збирати людей, які були раніше зареєстровані в список смерті, в двох місцях: у церкві і на стадіоні. Він запевняв жертв, що це для їхньої власної безпеки, що завдяки цьому їм вдасться уникнути актів насильства, які поширювалися по всій країні. Акція направлення людей у ці «безпечні зони» тривала два тижні, після чого ті ж самі люди, які повинні були їх захистити, рушали в атаку.
П'ятнадцятого червня 1994 року Франція оголосила, що здійснить військове втручання з метою зупинки злочинів. Поряд з чисто гуманітарними мотивами, французи керувалися бажанням відновлення підірваної репутації їхньої держави у зв'язку з поширюваною інформацією про продаж зброї вбитому президенту. Двадцять другого червня Рада Безпеки ООН дала згоду Франції на втручання. У той же день Французькі військові увійшли на територію Руанди з сусіднього Заїру.
У 1994 році, Демократична Республіка Конго закрила кордон для біженців.
15 червня 1994 року, на саміті Організації Африканської Єдності в Тунісі ворогуючі сторони підписали договір про офіційне припинення вогню хоча бої, однак, як і раніше, не припинялися. Спостерігачі ООН повідомили, що урядові війська тутсі здійснюють масові вбивства населення хуту в таборах для біженців.
Остаточно перемогли тутсі (вони є незначною меншістю). 18 серпня 1994 ПФР визнав війну закінченою і оголосив про одностороннє припинення вогню, у зв'язку з цим Франція вивела свої війська з Руанди, а частина біженців повернулася на батьківщину.
Незважаючи на декларації про мир і створення уряду з представників обох племен, ситуація все ще була напруженою.

## Наслідки геноциду
Протягом трьох місяців було вбито від 800 000 — 1 000 000 чоловік з племені Тутсі. У той час, коли злочинці були занурені у свою роботу, партизани з ПФР почали акцію факт повторного переслідування підтверджується, освоюючи всю країну. Руанда прийшла в ще більше сум'яття, бо почався великий вихід населення хуту (точне число не відомо, коливається між 1,5 млн і 3 млн) які боялися помсти з боку ПФР. Біженці-Хуту втікали до Заїру, Бурунді і Танзанії. Там на кордоні з Руандою було створено для них табори. Їм було важко пристосуватися до нової ситуації. В таборах панували нелюдські умови (відсутність води, висока щільність), які провокували наступні лиха, такі як холера або дизентерія, голод, малярія і СНІД.  У перші місяці загинуло близько 60 тис. чоловік. Крім фізичних страждань емігранти ставали жертвами поширення чуток і пліток, що поглиблювали розчарування, страх і навіть і ширили психоз.
У 1996 році, президент Пастер Бізігмунду (обраний в 1994) послав війська на територію Демократичної Республіки Конго (Заїру) і натхнений опануванням східної частини цієї країни, закликав до зміни кордонів (встановлених 1885 році на конференції в Берліні).
Це викликало серйозне напруження у відносинах з Демократичною Республікою Конго (Заїр), в результаті чого ситуація хуту в Заїрі стала драматичною. Це, в свою чергу, призвело до того, що вони почали повертатися в країну, де знову почалися бої.
У 1999 році, правлячий Руандійський Патріотичний Фронт (РПФ) продовжив мандат Тимчасовим Національним Зборам та уряду до 2003 року (в цілях підготовки нової конституції і вільних виборів).
У 2000 р. президентом став Поль Кагаме (Тутсі).
У травні 2003 року була прийнята на референдумі нова Конституція.
У серпні 2003 році, в перших з 1994 року прямих президентських виборах, впевнено переміг Поль Кагаме.
У той же час в Аруша (Танзанія) діяв Міжнародний Трибунал з військових Злочинів у Руанді під керівництвом прокурора Карли дель Понте, що включав дослідження злочинів вчинених обома сторонами, в яких загинуло (за офіційним переписом 2002) близько 800 тис. осіб.
Бої урядової армії з партизанами Хуту тривають досі, а шанси на повну стабілізацію ситуації залишаються невисокими, тим більше, що конкурують між собою Франція і Сполучені Штати, які мають тут значний вплив, також вони не можуть зайняти єдину позицію. Роль Франції і США в конфлікті між двома племенами залишається спірною.

## Воєнний конфлікт з Конго (2023)
27 липня 2023 року війська Руанди атакували Демократичну республіку Конго. За інформацією агенції Reuters, армія Демократичної республіки Конго заявила, що сили оборони Руанди перетнули конголезький кордон, напали на прикордонні сили безпеки, посиливши напруженість між африканськими сусідами. Подальші зіткнення дозволили Збройним силам Конго дати відсіч руандійським терористам, які вчинили провокацію.